# 金承龍
金承龍（韓語：김승용，1985年3月14日—），在早期曾稱金勝龍，是一位已退役韓國足球運動員，司職中場，同時亦能擔任後衛、翼鋒等位置。他曾效力過FC首爾、大阪飛腳、蔚山現代、中岸水手及理文等著名亞洲球會。

## 球員生涯

### 早期
金承龍出生於漢城（今首爾），2004年畢業於富平高中後加盟南韓班霸FC首爾，他被譽為陣中的明日之星。不過，由於FC首爾的班底太雄厚，作為年輕球員的金承龍較難爭取到正選席位，上陣時間不多。金承龍在2005年亦有代表南韓U20出戰世青盃。在事業發展不如意之下，金承龍遂在2007年決定服兵役，期間效力專為軍人而設的球隊尚州尚武，很快便融入球隊，他成為球隊的中場核心。2008年入選南韓U23代表隊出戰北京奧運，作為球隊的重心球員，他本應被寄予厚望，但卻在7月27日對科特迪瓦的熱身賽中被弄傷肋骨，更被送院治理，直至8月1日才出院並重新歸隊，但受傷患影響的他狀態成疑。不過，在隊中還有奇誠庸、李青龍及朴主永等新星在陣之下，南韓隊仍然出局。在兵役期滿後，他返回FC首爾，但依舊被投閒置散。為了尋求上陣機會，他遂決定轉會國內的另一支勁旅全北現代汽車，可惜轉會後他依然得不到可觀的上陣次數。

### 大阪飛腳
為了尋求突破，金承龍在2011年加盟日職聯球會大阪飛腳，曾使用片假名「キム スンヨン」（即金承龍的音譯）作為註冊名字，不過後來便改回使用漢字金承龍。加入大阪飛腳後，上陣情況得到明顯改善。他在2011年3月1日亞冠盃對墨爾本勝利的分組賽事中後備上陣，為球隊攻入一球，助飛腳主場以5:1大勝對手。其後亦陸續在聯賽上陣，3月5日主場對大阪櫻花的打吡戰中後備入替，球隊終以2:1取勝。4月5日的亞冠盃賽事作客對濟州聯首次正選上陣，但該仗球隊以1:2落敗。4月24日作客對廣島三箭的聯賽中首次聯賽正選，擔任右閘，但球隊卻以1:4大敗而回。其後上陣時間亦保持穩定，在7月10日作客對大宮松鼠的聯賽中後備上陣並攻入一球，助球隊以3:2險勝對手，這亦是他的首個日職聯入球。其後他的狀態持續大勇，在8月尾的4場賽事中攻入3球。

### 蔚山現代
在表現和上陣時間均大幅提升後，金承龍決定回國，加盟蔚山現代，他很快便躋身球隊的正選陣容當中。2012年3月20日的亞冠盃作客FC東京正選上陣並踢足全場並攻入關鍵一球，助球隊以2:2逼和對手。6月14日主場對釜山偶像的聯賽中梅開二度，助球隊以2:1取勝。金承龍的上陣時間比在大阪飛腳時更多，而球隊在亞冠盃賽事中表現出色，他在球隊晉級決賽的過程中都均獲安排擔任正選。在11月10日的亞冠盃對阿爾阿里的決賽中正選上陣並踢足全場，而他在下半場75分鐘接應右路傳中大腳抽入，為球隊錦上添花，最終蔚山現代以3:0大勝而贏得亞冠盃冠軍。
經過一個如魚得水的球季後，金承龍在2013年球季的上半季依然獲得重用，而他更為球隊出戰世界冠軍球會盃的兩場賽事中悉數擔任正選。而在4月21日對FC城南的聯賽中更首度擔任球隊隊長，惟球隊以0:1落敗。不過，他在下半季的上陣時間則稍為減少，多被安排出任後備。

### 中岸水手
2014年2月2日，澳職球會中岸水手宣布羅致金承龍，雙方簽約至季尾。中岸水手領隊菲爾·摩斯認為金承龍是一名富經驗、勤奮的球員，球隊早追隨已久。他又認為金承龍是亞洲級的高質素球員，加上亞洲賽的經驗豐富，必定會為球隊帶來新衝擊。而球會的行政總裁布魯士·史托達（Bruce Stalder）則表示簽入金承龍有助開拓亞洲市場，可有望增加中岸水手在南韓以至是亞洲的知名度。他穿起26號球衣。金承龍加盟後便展示他優秀的處理死球能力，他會負責球隊的罰球和角球。2014年3月1日主場對FC悉尼的聯賽中，金承龍憑藉一個美妙的罰球為球隊先開紀錄，助球隊以2:1擊敗對手。在金承龍的首個澳職球季，他的表現比較穩定。不過，在新的球季他的狀態回落，亦因此未獲得球會重用。12月27日對布里斯班獅吼的聯賽中為球隊攻入一球反超前3:2，惟最終球隊僅以3:3賽和對手。這場比賽是他的最後一場澳職賽事，因為在12月31日，他與中岸水手達成解約協議，在雙方同意下離隊，金承龍返回家鄉首爾稍作休息。

### 青島海牛
2015年2月28日，中甲球會青島海牛宣布簽入四名外援球員，當中包括金承龍。金承龍在聯賽關鑼戰作客對湖南湘濤的聯賽中首度亮相中甲聯賽兼正選上陣，以0:0逼和對手。

### 武里南聯
2016年2月，金承龍轉到泰國球會武里南聯效力。

## 榮譽
蔚山現代
- 亞洲聯賽冠軍盃 冠軍 - 2012年

國際賽
- 亞洲U19錦標賽 冠軍 - 2004年

## 數據統計
最後更新：2015年1月1日
| 球會表現 | 球會表現     | 球會表現 | 聯賽 | 聯賽 | 足總盃 | 足總盃 | 聯賽盃 | 聯賽盃 | 洲際賽 | 洲際賽 | 總數 | 總數 |
| 球季     | 球會         | 聯賽     | 出場 | 入球 | 出場   | 入球   | 出場   | 入球   | 出場   | 入球   | 出場 | 入球 |
| -------- | ------------ | -------- | ---- | ---- | ------ | ------ | ------ | ------ | ------ | ------ | ---- | ---- |
| 2004     | FC首爾       | K聯賽    | 3    | 0    | 1      | 0      | 11     | 0      | -      | -      | 15   | 0    |
| 2005     | FC首爾       | K聯賽    | 14   | 1    | 2      | 0      | 6      | 0      | -      | -      | 22   | 1    |
| 2006     | FC首爾       | K聯賽    | 6    | 0    | 1      | 1      | 7      | 1      | -      | -      | 14   | 2    |
| 2007     | 尚州尚武     | K聯賽    | 16   | 0    | 2      | 0      | 7      | 0      | -      | -      | 25   | 0    |
| 2008     | 尚州尚武     | K聯賽    | 12   | 1    | 1      | 1      | 7      | 2      | -      | -      | 20   | 4    |
| 2008     | FC首爾       | K聯賽    | 1    | 1    | 0      | 0      | 0      | 0      | -      | -      | 1    | 1    |
| 2009     | FC首爾       | K聯賽    | 7    | 1    |        |        |        |        | 3      | 1      | 10   | 2    |
| 2010     | 全北現代汽車 | K聯賽    | 4    | 0    |        |        | 1      | 1      | 3      | 0      | 8    | 1    |
| 2011     | 大阪飛腳     | 日職     | 28   | 4    | 2      | 2      | 0      | 0      | 7      | 1      | 37   | 7    |
| 2012     | 蔚山現代     | K聯賽    | 34   | 3    | 3      | 0      | -      | -      | 14     | 3      | 51   | 6    |
| 2013     | 蔚山現代     | K聯賽    | 28   | 1    | 2      | 2      | -      | -      | -      | -      | 30   | 3    |
| 2013/14  | 中岸水手     | 澳職     | 14   | 3    | -      | -      | -      | -      | 5      | 0      | 19   | 3    |
| 生涯暫計 | 生涯暫計     | 生涯暫計 | 183  | 15   | 16     | 6      | 43     | 4      | 29     | 5      | 271  | 30   |

## 外部連結
- K聯賽球員資料[永久] 
- FIFA 球員資料 （页面存档备份，存于）